# Jaume Caçador
|  | Per a altres significats, vegeu «Jaume Caçador i Claret». |

Jaume Caçador (Vic 1484 - Barcelona, 4 de gener de 1561) fou bisbe de Barcelona (1546-1561) i el 58è President de la Generalitat de Catalunya (1545-1548).

## Biografia
Fill de Wilhelm Jäger (Guillem Caçador), sabater de Basel (Basilea), que després fou mercader a Vic, i de la seva segona esposa Angelina. Germà de Guillem Caçador, bisbe d'Alguer, seguí la carrera eclesiàstica i fou successivament canonge de Vic, Girona, Tarragona i Barcelona. A la seva època a Tarragona, ocupà l'ardiaconat de Sant Fructuós amb el domini annex d'Eivissa. A Barcelona entrà en contacte amb Ignasi de Loiola i el seu grup reformador (1522), els quals defensaren la seva candidatura al bisbat de Barcelona enfront de Carles de Cardona, candidat de la noblesa.
Bisbe de Barcelona des de 1546, un cop nomenat president de la Generalitat, fins a 1561, i va ser consagrat al monestir de Sant Tomàs de Riudeperes. Es preocupà per la reforma de la diòcesi, i especialment pels sacerdots, les monges, les visites pastorals i la predicació popular; comptà amb l'ajut dels jesuïtes, la fundació dels quals afavorí, fundant el col·legi de la companyia a l'antic convent de monges de Montalegre. Restaurà el palau episcopal. Des del 1559 tingué com a auxiliar el seu nebot, Guillem, qui el succeí en el càrrec.
Va publicar el Breviarium Barcinonense nunc denuo conflectum el 1560.
Durant el seu mandat a la Generalitat es fan reformes al Palau: enrajolat amb marbre de Carrara, s'alineen tots els teulats i s'acaba la llotja de llevant del pati dels Tarongers.